# スーパーロボット大戦X-Ω
『スーパーロボット大戦X-Ω』（スーパーロボットたいせんクロスオメガ）は、バンダイナムコエンターテインメントより配信されていたスマートフォン・タブレット用のゲームアプリ。サービス期間は2015年10月5日 - 2021年3月30日（オフラインアーカイブ版は2021年3月31日 - 6月30日まで）。基本プレイ無料（アイテム課金制）。略称は『スパクロ』。

## 概要
SDで表現されたロボットたち（ただし、一部作品に例外あり）が競演するクロスオーバー作品「スーパーロボット大戦シリーズ」の一つ。2015年7月24日配信の「第2回スパロボチャンネル」にて正式発表された。本シリーズにおいてソーシャルゲームの体裁を用いたタイトルは2012年の『スーパーロボット大戦Card Chronicle』に続き2作目となる。開発および運営はセガゲームスが担当し、B.B.スタジオは監修とシナリオ制作で参加している。
ゲームデザイン面では4つのライン上において、画面左側から現れる敵を倒していく「ラインオペレーションバトル」を採用しているが、システムの元となった『チェインクロニクル』に比べて操作量が増大している。
2016年3月28日に参戦作品の追加を発表。その後も度々アップデートを実施しており、ステージをクリアしていく「征覇モード」や他のプレイヤーと対戦できる「アリーナ」の追加、配信当初は存在しなかったキャラクターボイスや参戦作品のBGMの実装が一部に限り、順次行われた。
2021年3月30日の11:59（JST）をもってサービスを終了し、2021年3月31日の12:00（JST） - 6月30日の11:59（JST）までオフラインアーカイブ版（Ver. 5.6。ゲーム部分を省いた実質上のデータベース扱い）が期間限定で配信された。期間限定参戦作品（後述参照）のイベントを除く一部シナリオやプレイ履歴、ユニットの図鑑などが閲覧可能のほか、サウンドテストが実装された。

## 開発
スーパーロボット大戦シリーズをスマートフォンアプリとして展開するという話があり、シミュレーションRPG以外のジャンルで開発することが考えられた（プロデューサーのオオチヒロアキは、当時シミュレーションRPGはスマートフォンアプリとして一般的でなかったという事情を述べている）。そして、スマートフォンアプリ開発のノウハウがあるセガゲームスに共同開発の話が持ちかけられ、本作品が開発されることになった。キャラクター性やロボットの動きを活かした上で、触って楽しくなるゲームにするにはどうすればいいかを検討した結果、ラインオペレーションバトルが採用された。
『チェインクロニクル』が3ラインなのに対し本作品が4ラインなのは、戦艦システムを活かすためである。本作品の戦闘システムは「戦艦を守る」ことを中心に考えられており、いかに敵に侵入されずに守りきれるかどうかの戦略性を高めるため、4ライン制となった。

## 参戦作品
★はシリーズ初参戦作品。

### 第1期参戦作品
- マジンガーZ
- グレートマジンガー
- UFOロボ グレンダイザー
- ゲッターロボ
- 超電磁ロボ コン・バトラーV
- 超電磁マシーン ボルテスV
- 無敵鋼人ダイターン3
- 戦国魔神ゴーショーグン
- 聖戦士ダンバイン
- 装甲騎兵ボトムズ
- ★特装機兵ドルバック
- ★光速電神アルベガス
- 機動戦士Ζガンダム
- 機動戦士ガンダムΖΖ
- 機動戦士ガンダム 逆襲のシャア
- 機動戦士ガンダムSEED
- 機動戦士ガンダム00
- 機動戦士ガンダムUC
- 超獣機神ダンクーガ
- トップをねらえ!
- 勇者王ガオガイガー
- フルメタル・パニック!
- オーバーマン キングゲイナー
- 創聖のアクエリオン
- 交響詩篇エウレカセブン
- ★ゼーガペイン
- コードギアス 反逆のルルーシュ
- ★コードギアス 双貌のオズ
- ヱヴァンゲリヲン新劇場版:序
- ヱヴァンゲリヲン新劇場版:破
- ★STAR DRIVER 輝きのタクト

### 第2期参戦作品
- マジンカイザー
- ゲッターロボG
- ★ゲッターロボ號
- 未来ロボ ダルタニアス
- 宇宙大帝ゴッドシグマ
- ★機甲猟兵メロウリンク
- 機動戦士ガンダムF91
- 機動戦士Vガンダム
- 機動武闘伝Gガンダム
- 機動戦士クロスボーン・ガンダム
- 新機動戦記ガンダムW Endless Waltz
- 機動戦士ガンダムSEED DESTINY
- 劇場版 機動戦士ガンダム00 -A wakening of the Trailblazer-
- 獣装機攻ダンクーガノヴァ
- マシンロボ クロノスの大逆襲
- 機甲戦記ドラグナー
- トップをねらえ2!
- 勇者王ガオガイガーFINAL
- ★無限のリヴァイアス
- フルメタル・パニック!（原作小説版）
- ★エウレカセブンAO
- コードギアス 反逆のルルーシュR2
- 劇場版 天元突破グレンラガン 紅蓮篇
- ★スタードライバー THE MOVIE

### 第3期参戦作品
- マジンカイザー 死闘!暗黒大将軍
- マジンカイザーSKL
- ★マジンガーエンジェル
- 真（チェンジ!!）ゲッターロボ 世界最後の日
- 闘将ダイモス
- ★ビデオ戦士レザリオン
- 重戦機エルガイム
- ★太陽の牙ダグラム
- ★ガサラキ
- 機甲界ガリアン
- ★宇宙をかける少女
- クロスアンジュ 天使と竜の輪舞
- 機動新世紀ガンダムX
- ∀ガンダム
- 宇宙戦士バルディオス
- ★マシンロボ ぶっちぎりバトルハッカーズ
- フルメタル・パニック? ふもっふ
- フルメタル・パニック! The Second Raid
- アクエリオンEVOL
- ヱヴァンゲリヲン新劇場版:Q
- 劇場版 天元突破グレンラガン 螺巌篇
- キャプテン・アース

### 第4期参戦作品
- 魔神英雄伝ワタル
- 真マジンガーZERO vs 暗黒大将軍
- ★ガンダムビルドファイターズ
- ★フリクリ
- ★宇宙刑事ギャバン
- ★勇者エクスカイザー
- ★ヴァンドレッド
- 機動戦士ガンダムSEED ASTRAY
- ★エヴァンゲリオン ANIMA（機体のみ）
- 天空のエスカフローネ
- ★海賊戦隊ゴーカイジャー
- NG騎士ラムネ&40
- ★VS騎士ラムネ&40炎

### 期間限定参戦
- ★アイドルマスター XENOGLOSSIA（2015年12月18日 - 28日[9]、2017年9月1日 - 8日）
- ★コードギアス 亡国のアキト（2016年2月12日 - 24日[10]、2016年12月9日 - 14日[11]、2017年11月1日 - 8日、2019年3月25 - 31日）
- ★クレヨンしんちゃん（2016年4月22日 - 30日[12]）
- ★ゴジラ対エヴァンゲリオン（2016年8月1日 - 8日[13]）
- ★ボーダーブレイク（2016年10月9日 - 14日[14]、2020年4月16日 - 23日[15]）
- ★銀河機攻隊 マジェスティックプリンス（2016年11月1日 - 8日[16]、2018年11月16日 - 23日）
- ★無尽合体キサラギ（2017年2月1日 - 8日、9月1日 - 8日）
- ★サクラ大戦（2017年3月15日 - 31日[17]、2018年3月9日 - 23日）
- 劇場版 機動戦艦ナデシコ -The prince of darkness-（2017年4月1日 - 8日、2020年1月17日 - 24日）
- ★恐竜戦隊ジュウレンジャー（2017年5月10日 - 16日[18]）
- 機動戦士ガンダムSEED ASTRAY（2017年7月1日 - 8日） - 2019年2月に第4期参戦作品として恒常参戦。
- ★輪廻のラグランジェ（2017年7月9日 - 14日、2018年8月24日 - 31日）
- ★ロボットガールズZ（2017年7月31日 - 8月8日）
- ★サン娘 〜Girl's Battle Bootlog（2017年8月1日 - 8日、2018年10月24日 - 31日）
- ★ハッカドール（2017年8月10日 - 16日[19]）
- ★アイドルマスター シンデレラガールズ（2017年9月1日 - 23日、2019年12月1日 - 8日）
- ★ヘボット!（2017年10月9日 - 15日）
- ★セガ・ハード・ガールズ（2017年10月9日 - 15日）
- ★リトルウィッチアカデミア（2017年11月9日 - 15日）
- ★マクロスΔ（2017年11月16日 - 23日、12月1日 - 8日、2018年10月9日 - 15日）
- 劇場版マクロスF 〜サヨナラノツバサ〜（2017年12月1日 - 8日、2018年10月9日 - 15日）
- ★ロックマン（2018年1月1日 - 9日[20][21]）
- ★劇場版 マジンガーZ / INFINITY（2018年1月10日 - 16日）
- ★とある魔術の電脳戦機（2018年2月15日 - 22日[22]）
- ★重神機パンドーラ（2018年8月9日 - 15日）
- ★アイカツ!（2018年9月9日 - 15日[23]）
- 超時空要塞マクロス 愛・おぼえていますか（2018年10月9日 - 15日）
- ★Cutie Honey Universe（2018年10月24日 - 31日）
- ★マブラヴ オルタネイティヴ（2018年11月1日 - 8日）
- 熱血最強ゴウザウラー（2018年11月9日 - 15日）
- 機動警察パトレイバー the Movie（2018年11月24日 - 2018年11月30日）
- 鉄のラインバレル（原作漫画版）（2018年12月9日 - 15日[24]、2019年7月16日 - 23日）
- ★機動戦士ガンダムNT（2018年12月16日 - 23日〈機体のみ〉、2019年5月16日 - 23日）
- ★宇宙戦艦ティラミス（2018年12月24日 - 31日）
- ★健全ロボ ダイミダラー（2019年1月1日 - 8日[8]）
- 冥王計画ゼオライマー（2019年1月1日 - 8日[8]）
- ★舞-HiME（2019年1月9日 - 16日）
- ★ギャラクシーエンジェル（2019年1月17日 - 1月24日）
- ★メダロット（2019年2月8日 - 14日）
- SDガンダムシリーズ（2019年3月1日 - 8日[25]）
- SDガンダム外伝（2019年3月1日 - 8日）
- ★コードギアス 復活のルルーシュ（2019年3月24日 - 31日、2019年12月） - 機体のみ参戦
- ★コードギアス 双貌のオズO2（2019年3月24日 - 31日）
- 機動戦士ガンダム0083 STARDUST MEMORY（2019年4月1日 - 8日、2019年11月16日 - 23日）
- 翠星のガルガンティア（2019年4月16日 - 23日）
- ★少年アシベ GO! GO! ゴマちゃん（2019年4月16日 - 23日）
- ガン×ソード（2019年5月1日 - 8日、2020年6月16日 - 23日）
- ★バトルスピリッツ ブレイヴ（2019年5月9日 - 15日）
- ケロロ軍曹（2019年5月16日 - 23日、2020年9月16日 - 23日）
- マクロスプラス（2019年6月1日 - 8日）
- THE ビッグオー（2019年6月16日 - 23日）
- ★新幹線変形ロボ シンカリオン（2019年7月1日 - 8日）
- 勇者特急マイトガイン（2019年7月1日 - 8日、2021年1月1日 - 8日）
- ★ROBOTICS;NOTES（2019年8月9日 - 15日）
- 覇王大系リューナイト（2019年8月16日 - 23日）
- ★スクライド（2019年9月1日 - 8日、2020年6月16日 - 23日）
- New Story of Aura Battler DUNBINE（2019年9月9日 - 15日）
- マクロス7（2019年9月16日 - 23日）
- 機神咆吼デモンベイン（PlayStation 2版）（2019年10月9日 - 16日、2020年7月1日 - 8日）
- ★ポプテピピック（2019年10月9日 - 16日）
- 革命機ヴァルヴレイヴ（2019年11月1日 - 8日）
- ★宇宙戦艦ティラミスII（2019年11月9日 - 15日）
- ベターマン（2019年12月1日 - 8日）
- ★新サクラ大戦（2019年12月16日 - 23日）
- ★ガンダムビルドファイターズ バトローグ（2020年1月1日 - 8日）
- 獣神ライガー（2020年1月9日 - 16日）
- 超重神グラヴィオン Zwei（2020年2月1日 - 8日、2020年12月9日 - 16日）
- ★SDガンダム外伝 円卓の騎士（2020年2月9日 - 15日）
- ★宇宙のステルヴィア（2020年3月9日 - 16日）
- 機動戦士クロスボーン・ガンダム 鋼鉄の7人（2020年3月17日 - 24日） - 機体のみ参戦
- 装甲騎兵ボトムズ 赫奕たる異端（2020年3月17日 - 24日）
- バディ・コンプレックス 完結編 -あの空に還る未来で-（2020年4月9日 - 15日）
- ★ガンヘッド（2020年4月16日 - 23日）
- 無敵超人ザンボット3（2020年5月1日 - 16日）
- ★星銃士ビスマルク（2020年5月1日 - 16日）
- 蒼き流星SPTレイズナー（2020年5月17日 - 24日）
- 楽園追放 -Expelled from Paradise-（2020年5月17日 - 24日）
- ★新機動戦記ガンダムW Frozen Teardrop（2020年6月9日 - 15日） - 機体のみ参戦
- ★劇場版マクロスΔ 激情のワルキューレ（2020年6月9日 - 15日）
- マクロス ゼロ（2020年6月9日 - 15日）
- ★魔神英雄伝ワタル 七魂の龍神丸（2020年7月9日 - 16日）
- 忍者戦士飛影（2020年7月9日 - 16日）
- GEAR戦士電童（2020年7月17日 - 24日）
- 疾風!アイアンリーガー（2020年8月1日 - 8日）
- ★ゲッターロボ牌（2020年8月9日 - 16日）
- ガイキング LEGEND OF DAIKU-MARYU（2020年8月17日 - 24日）
- ★牙狼〈GARO〉（2020年10月1日 - 8日）
- ★魔法のプリンセス ミンキーモモ（2020年10月9日 - 16日）
- ★ぼくらの（2020年10月17日 - 24日）
- 伝説巨神イデオン（2020年10月17日 - 24日）
- 神魂合体ゴーダンナー!! SECOND SEASON（2020年11月16日 - 23日）
- ★ゾンビランドサガ（2020年12月9日 - 16日）
- リーンの翼（2020年12月17日 - 24日）
- ★OBSOLETE（2020年12月24日 - 31日[26]） - 機体のみ参戦

### 参戦表記のない作品
公式サイトにおいて参戦作品として数えられていないが、恒常的にユニットが登場している作品。
- 機動戦士ガンダム 逆襲のシャア ベルトーチカ・チルドレン - 公式攻略Wikiでは第1期扱い。
- ダイナミック企画オリジナル - 公式攻略Wikiでは第4期扱い。
- スーパーロボット大戦OG - 公式攻略Wikiでは期間限定扱い。

### アートワーク登場機体
- マジンガーZ（マジンガーZ）
- コン・バトラーV（超電磁ロボ コン・バトラーV）
- ダンクーガ（超獣機神ダンクーガ）
- ガンバスター（トップをねらえ!）
- νガンダム（機動戦士ガンダム 逆襲のシャア）
- ガオガイガー（勇者王ガオガイガー）
- ARX-7 アーバレスト（フルメタル・パニック!） - デザインは『フルメタル・パニック the second raid』のもの。
- タウバーン（STAR DRIVER 輝きのタクト）

## システム
戦闘システムには、4つのライン上において、画面左側から現れる敵を倒していく「ラインオペレーションバトル」を採用している。このシステムはセガの『チェインクロニクル』のプレイヤーにとっては特に馴染み深いものとなっている。

### クエスト
ストーリー
メインシナリオ。進行により、新しい戦艦や強化パーツ等が解放されていく。
ユニットクエスト（ユニットシナリオ）
バトルユニットごとに設定されたクエスト。クリアすることで「ニュータイプ」「PS装甲」などのアビリティを取得可能。クエストは該当バトルユニットが一定のレベルに達することで解放される。Ver.2.5.1からユニットシナリオへと変更。アビリティの習得可能レベルに到達後、ストーリーを閲覧するだけで技能が解禁されるようになった。
チャレンジ
高難度のシナリオ。ストーリーをクリアする毎に一つ解放されていく。
イベント
期間限定のイベントや曜日によって強化素材や資金などが貰える曜日クエストがプレイできる。

### その他のゲームモード
アリーナ

戦闘モード
Ver.2.0.1から追加された他のプレイヤーと対戦するゲームモード。3×3の計9マスの盤面に5機まで好きなユニットを自由に配置し、先に相手を全滅させれば勝利。本モードの戦闘システムは「VSバトルモード」と呼ばれ、スキル・精神コマンド・必殺技などがアリーナ用のものに変更されている。毎週日曜の23時59分59秒までにランクインした順位毎に賞品を得られるほか、相手を倒した際に貰える通貨「メダル」を貯めて好きなアイテムを交換することも出来る。
防衛設定
他のプレイヤーから勝負を仕掛けられた際に、防衛するために配置を決めておくことが出来る。ここでは5機のユニットと特別に1機だけを「ガーディアンユニット」（以下GU）というボスキャラクターのような存在に設定することが可能。対戦相手から攻撃を受けるとゲージがチャージされ、ゲージが満タンになるとGUによる強力な必殺技が自動で発動する。「防衛ログ」という項目では、対戦相手の名前や勝敗の結果が履歴として表示され、挑戦してきたプレイヤーに対戦を申し込むことも可能。
征覇（せいは）モード
Ver.2.0.1から追加された1人用のゲームモード。フレンドの介入不可。コンティニュー不可。あらかじめ与えられたコア（後述）のみを使用し、敵機を倒してもコアをドロップしないという制限が掛かった状態でステージをクリアしていくモード。他のプレイヤーがどんな編成でそのステージをクリアしたのかを自由に閲覧することが可能である。
征覇（VS）
2017年4月より実装された、前述のアリーナの仕様で征覇を行うモード。
撃退演習

闘滅モード

### ユニット
バトルユニット
メイン4機・助っ人（フレンドorゲスト）1機・戦艦内で待機するサブ（控え）2機の最大7機まで出撃可能。本作はユニットと搭乗者は一括りで扱われているため、パイロットの乗り換えシステムは存在しない。バトルユニットは主に「アタッカー」「シューター」「ディフェンダー」「ファイター」「ブラスター」の5種の属性に分類されている。マジンガーZやストライクガンダム、ガンダムエクシア、ダブルオーガンダム、ランスロットなどのように1種類の機体でもレアリティや属性が異なるものも存在するが、同一の機体、同一の人物は同時に編成することは不可能になっている。さらには変形・分離などして別の形態へ変化したもの、兵装を換装したもの、合体したユニットなども含まれているが、わずかながら例外も存在する。フレンドのユニットはどんなチームでも組み込むことが可能である。
各バトルユニットにはコストが設定されており、原則能力の高いユニット程コストが高くなる。基本はプレイヤーの持つコスト範囲内でチームを組み込むことになるが、コストを超過した場合、超過分した分のパーセント分各ユニットの能力値がダウンし、サポートユニット（後述）の効果が発揮されなくなるというペナルティが発生する。またコストはランク（レベル）が上がることによって増加していく。
アタッカー
シンボルマークは赤い拳。傾向としては攻撃力が高くて移動速度が速い。ディフェンダーに対して大ダメージを与えられるが、シューターには弱い。
シューター
シンボルマークは黄色の照準器。ビーム・ライフルなどの飛び道具で相手を攻撃する。「ミラージュコロイド」「ECS」などのスキルを持ったユニットは相手の撃って来た射撃を無傷でやり過ごせる。アウトレンジからの攻撃が基本だが、ブラックサレナ、ゼーガペイン（トガ・ヴィタール機）など機体によっては射程が短く、アタッカーに近い戦い方をするユニットも存在する。アタッカーに強く、ディフェンダーに弱い。
ディフェンダー
シンボルマークは青い盾。傾向としては装甲が高く「プロテクトシェード」等の防御スキルを持つユニットもあり、シューターの飛び道具を苦も無く近付くことが出来る。シューターに強く、アタッカーに弱い。
ファイター
Ver.2.0.1から追加された新属性。シンボルマークは紫色の盾と拳。アタッカー、シューター、ディフェンダーの三すくみの影響を受けないため、ブラスターを除いてどんな敵でも対等に戦える。ディフェンダーと同じく飛び道具を受けてもひるまない。Ver.2.4からはノーマルモードにおける通常攻撃が範囲攻撃となった。
ブラスター
Ver.2.0.1から追加された新属性。シンボルマークは銀色の拳銃。相手を吹き飛ばす（後退させる）飛び道具を撃つことが出来る。ファイター以外は影響を受けない。また、ファイターとブラスターはどのコアでも一定数溜まってれば必殺スキルを発動させることが可能である。

サポートユニット
パイロット以外のキャラクターのユニット。能力値を上げたり、移動速度を上げたり等効果はユニットによりさまざま。チーム編成画面のバトルユニット欄の右下をタップすることで自由に付け替えることが出来る。バトルユニットのような編成制限はなく、メインパイロットと同じ人物のサポートユニットを付けることも可能である。
戦艦
クエスト開始時に艦長スキルによって味方ユニットの能力を底上げしたり、ダメージを受けたユニットを収容することでユニットのHPを回復し、控えのユニットと交代することが出来る。戦艦のHPがゼロになると敗北となる。
殆どのユニットは攻撃できないが、戦艦［Ω］ユニットは1ステージ1回のみ援護砲撃が使用可能。
精神スキル
「集中」や「熱血」など1つのバトルユニットに3種類のうち1つを選択しクエストで使用できる。使用権は1クエストに1回のみ。経験値ゲージが存在し、ゲージが満たされることで「Ω（オメガ）精神スキル」にレベルアップする。
必殺スキル・クロスコンボ・オメガクロス
ユニットによっては複数ある内一つを選んで使うことが出来る。敵を撃破するか味方が撃破されることにより、赤、青、黄のコアが出現。一定の数が集まることにより任意で発動させることが可能。ファイター属性やブラスター属性がいる場合に登場する「レインボーコア」と呼ばれる虹色のコアはどのユニットでも使える。
5機順番に必殺スキルを繰り出すことにより、「クロスコンボ」が発生しコンボを繋げるたびに威力が上昇。最後に発動すると威力が強大になる「オメガクロス」となり、ユニットと必殺技によっては専用のカットインが表示される。
Ωスキル
Ver.3.0より実装された、必殺スキルの強化版。必殺スキルより倍のコアを消費することで発動し、発動時は3Dモデルによるコンシューマー作品さながらの攻撃演出が挿入される。後述の［Ω］ユニットのみが使用可能で、発動可能になると『必殺』のボタンが『Ω』に変化する。
XΩスキル
従来の作品における合体攻撃に該当し、対象ユニットが全機出撃していると使用可能。後述の［XΩ］ユニットのみが使用可能で、発動可能になると『必殺』のボタンが『XΩ』に変化する。

### 強化
強化
資金を消費し不要なユニットや強化素材をバトルユニットに与えてレベルアップさせることが出来る。バトルユニットのレアリティが高くなるほど、上げられるレベルも高くなる。
限界突破
全く同一のバトルユニットを強化素材にすることにより、レベルの上限を+5・改造の上限+1上昇する。計4回まで可能。Ver.2.0.1からは、バトルユニットのレアリティが同じであれば、属性が異なる場合でも限界突破させることが可能となるが、システム起動などで別の形態へ変化しているユニット（通常のゴッドガンダムとハイパーモードを起動したゴッドガンダムなど）や、全く同一の機体であってもパイロットが水着やサンタクロースの衣装を着用してるなどの場合は別の機体とみなされ限界突破の素材にするには不可能となっている。バトルユニットが存在しない場合でも、「限界突破素材」を使用することで突破数を1段階上昇させることが可能となっている。
限界突破移植
Ver.2.2.1から導入された強化システム。今まで使っていたバトルユニットを引き換えに同一の機体に限界突破したレベルをそのまま移植することが可能。「引き継ぎを行いたいユニット」をベースにし「移植させたい同一ユニット」と「限界突破移植素材」の二つを素材にして強化することで、今まで使用していたユニットから成長タイプが大器型の同一ユニットや属性の変更といった機種転換がスムーズに行えるようになった。ただし、「改造」「必殺技レベル」「各種精神コマンドの経験値」は引き継ぎ不可能。
改造
バトルユニットのHP、攻撃力、装甲、運動性を任意で上昇させることが出来る。従来のシリーズと異なり資金ではなく「改造資材」と呼ばれる専用リソースを消費して行う。前述の限界突破を4回行い、全てのパラメーターを10段階まで強化しきると「フル改造完了」と表記され、フル改造ボーナスを付与できる。
Mトレーダー
R・G・B・Yの4種類のマテリアルを使って、新しい戦艦の獲得、戦艦の強化、強化パーツの交換を行える。
強化パーツ
シリーズの定番である強化システム。前述のMトレーダーで交換可能で、ラインナップはストーリークエストを進めることで解放される。
本作の強化パーツには装備コストの概念が存在し、バトルユニット側のパーツコストのスペースを超過する場合は装備スロットに空きがあっても強化パーツを装備不可能。
アリーナ実装後からは同モード専用のパーツとして「Vパーツ」が登場。
パイロットパーツ（PP）
Ver.2.0.1から追加された新要素。対応するパイロットに装備させることで、パイロットの見た目と精神コマンドのラインナップが変化する。PPを付けた状態でリーダーに設定することでチームメンバー全員に効力を発揮するリーダースキルが発動。また、一部パイロットのPPにはキャラクターボイスが実装されており、精神コマンドや必殺技を使う際にボイスが再生される。レアリティSSRのユニットのみが装備可能で、PPを装備するのは無料だが、取り外すのには資金30000が費用として発生する。PP入手には各種イベントの報酬と「パイロットチップ」と呼ばれる専用のリソースによる交換のみとなっている。
レアリティ覚醒
Ver.2.0.1より実装されたユニット入手システム。「R+チップ」と呼ばれるアイテムと交換して入手できる「覚醒ユニット」専用の強化手段。覚醒ユニットを一定のレベルまで上昇させて「セル」と呼ばれる専用の強化素材を与えることにより、最初は「R+」から始まり、「R++」→「SR+」→「SR++」→「SSR」とレアリティが上昇し、成長する。ただし覚醒ユニットのレアリティが「SSR」以外の状態の場合は売却することができない。一度、「SSR」に覚醒させると完了とみなされ、覚醒ログインボーナスが開始。ボーナス最終日に新たな｢R+チップ｣を入手することが可能。

### その他の要素
フレンド
フレンドの作り方は、クエストに挑む前の「助っ人選択」のリストの下方向に「ゲスト」と表記されたプレーヤーのユニットを選択して出撃。クエストクリアー後の申請ダイアログに「はい」を選択し、その後相手が申請を承認することでフレンドが成立する。フレンドとなることで助っ人ユニットの必殺技と精神コマンドを使用可能となる。
また、各プレーヤーの持つ9ケタのフレンドナンバーを入力すれば、クエスト出撃なしにフレンドを作ることも可能。予め自身のTwitterアカウントを登録して連動させれば、自動的にフレンドナンバーを記載したフレンド募集の知らせを投稿できる。
スキップパスポート
Ver.2.3.1から登場したアイテム。曜日クエストに挑戦する際、回数分のスキップパスポートとAP（アクションポイント）を対価に支払うことで、プレーは免除され、クリア後のドロップアイテムだけを貰うことが出来る。スキップパスポート使用には一度各ステージに設けられてる3つの課題を全て達成し、S判定でクリアすることが必須となる。
大器ユニット
2016年6月より実装された特殊レアリティ。限界突破後の能力上昇が通常レアリティよりも高くなるのが特徴。一部のSR・SSRユニットに設定されている。
実装当初は大器の判別は一部を除きステータス画面でのみ確認できたが、Ver.3.0からは大器ユニットには外枠に発光エフェクトが付くようになった。
☆ユニット
強敵イベント・進撃イベントなど各種イベントの報酬で入手可能なユニット。ユニット名の最後に☆、または★マークが付けられており、これらのユニットはイベント終了後、実装される別性能の同ユニットは別として扱われ限界突破の素材に使用する事は不可能。
［Ω］ユニット
Ver.3.0より実装された「Ωスキル」を使用可能なユニットで、ユニット名の最後に［Ω］が付く。Ωスキルは初期段階では封印されており、使用可能にするには同一の［Ω］付きユニットで1段階限界突破を行うことが必要。
［XΩ］ユニット
「XΩスキル」を使用可能なユニットで、ユニット名の最後に［XΩ］が付く。XΩスキルは初期段階では威力が非常に低く、威力を高めるには同名のSSRユニットを［XΩ］ユニットに限界突破移植することが必要。
極ユニット
2020年2月より実装された特殊レアリティ。限界突破後の能力上昇が大器ユニットよりも高くなるのが特徴。一部のSSRユニットに設定されている。

## オリジナルキャラクター
後述するシズキ・シズカワを除き、全て渡邉亘がオリジナルキャラクターデザインを担当。

### アルファオメガ / H.I.A.W.D
イヌイ・アサヒ（乾 朝陽）
声 - 赤羽根健治
本作の主人公にして、ヴァンアインのメインパイロット。元々は見習いの考古学者であり、火星調査団「アルファオメガ」の一員として火星遺跡を訪れたが、蜂起したメガノイド兵から攻撃を受け、撃退するために発掘されたヴァンアインに乗り込み、以後数奇な運命を辿ることとなる。
両親は戦争で失っており、肉親は妹のホノカのみ。女心に非常に鈍感で、シャッテやホノカに対して意識せず殺し文句を口にすることがある。
シャッテ・ジュードヴェステン
声 - 瀬戸麻沙美
ヴァンアインのサブパイロット。索敵などを担当する 。多数の博士号を持つ天才少女。クンの娘だが姓が異なっている。これについては作中では説明はない（『スーパーロボット大戦Card Chronicle』に登場した際は試験管ベイビーであるとの説明があったが、『X-Ω』内では抵触されたことはない）。
いわゆる『ツンデレ』な性格で、かつ『ちょろい』。アサヒが無意識的に発する殺し文句にドギマギして反射的にキツめの反応を返すのがお約束の展開となっており、とあるイベントシナリオではアサヒの発言に何の反応も示さなかったことから偽物であることが見破られたこともある。
版権キャラでは『機動戦士ガンダム00』のクリスティナ・シエラと仲が良く、私服も彼女からプレゼントされた物を着用している。
イヌイ・ホノカ（乾 ほのか）
声 - 大空直美
アサヒの妹。両親を失った戦争の際、自身も怪我を負い、長らく意識不明で病院生活を余儀なくされていた。ストーリー第2章で目覚めており、アシュフォード学園を訪れたアサヒと再会する。この時以降、昏睡時には見られなかったピンク縁の眼鏡を着用するようになる。
前述の経緯から軍隊や兵士などを強く嫌悪しているが、シャッテを失ったアサヒを立ち直らせるためにヴァンアイン・アルヴァのサブパイロットを志願。兄と共に戦いに身を投じるようになる。
普段はアサヒにキツめな言動をとっているが、その実、お兄ちゃん大好きっ娘。
ミリュー・ジュスト
火星調査団「アルファオメガ」に所属する整備士。おっとりとした外見と性格で間延びした喋り方をする。アサヒ、シャッテと共に行動しており、ヴァンアイン担当のメカニック、および両名のメンタル面の管理を行っている。特にシャッテに対しては姉妹のように接しており、時にアサヒに対して厳しい言葉を投げかけることも。
クン・インユェ
火星調査団「アルファオメガ」団長でシャッテの母親。くわえタバコとサングラス、黒い口紅がトレードマーク。
火星でメガノイドに襲われた際、アサヒ達を逃がすために囮となり、メガノイド兵らを巻き込んで自爆する。この事件によりアサヒとシャッテも死亡扱いとされ、ヴァンアインと共に存在自体が抹消、アルファオメガは解体の憂き目にあう。

### 高次生命体監査機関「ソリス」
全員が、ファーストネームとファミリーネームの1文字目が同じという共通点を持っている。
オリーヴ・オペール
声 - 三上枝織
火星調査団「アルファオメガ」の元オペレーター。新人で失敗も多いが努力家で皆から慕われている。アルファオメガから新たな火星調査団「ソリス」に転属し、オペーレーターからパイロットへと転身した。ソリスの量産機ハインヘルムが与えられ（後に強化型ハインヘルムを経てメルスギアに乗り換える）、以後、以下のメンバーと共にソリスでの訓練（と様々なイベントごと）に参加している。オリジナルキャラクターの中ではやや天然ながらも真面目な部類。「ソリス」転属時のパーソナルカラーは緑（正確にはオリーブ色）。
ゲーム配信前にミリュー、クンとともにオペレーターとして発表されるも、ストーリーには登場せず、プレイヤーのナビゲーション役としてチュートリアルやログイン時などにアルファオメガのパイロットスーツを着用した姿で登場していた。本作の配信開始1周年と前後する時期にプレイヤーキャラ化が発表され、以後はイベントストーリーで彼女の動向が語られている。
なお、本作オリジナルキャラクターの中では、主役であるアサヒたちに先んじて初めて声優が設定されたキャラである。
国籍はアメリカ。
ベルタ・ベルンシュタイン
声 - 佐倉綾音
ソリスの女性パイロットトリオの一人。低身長と貧乳、ツインテールと八重歯がトレードマークで、自身を冥王十二柱の一人と僭称する中二病。中二病は気取っている部分があるのか、他のメンバーが暴走ぎみになると素の表情を見せることも。一人称は「我」でパーソナルカラーは赤。幼く見えるが、アヤメやカタリーナより年上である。
全てのハインヘルムは共通のモーションをとっているが、彼女の機体は必殺技名が仰々しい漢字表記（冥府月降・爆炎陣（めいふげっこう・ばくえんじん）といった感じの、いわゆる中二ネーム）となっている。ハインヘルムが強化されて以降は他メンバーと同様の名称になっていたが、大器型となって以降は再び漢字名が復活している。
国籍はドイツ。
アマノミヤ・アヤメ（天野宮 彩芽）
声 - 山村響
女性パイロットトリオの一人。長身と褐色の肌、長い髪をポニーテールに纏めている（ただし、イベントによってはポニーテールではないダウンヘアーの場合もある）。一見すると落ち着いた性格でカタリーナとベルタのまとめ役のように見えるが、敵を見るとひたすら突撃するという悪癖を持っている。また料理が壊滅的に下手で、口にした人間を容赦なく卒倒させる不味さを誇る、外見に似合わぬ可愛らしい私服を好むなど、カタリーナらからは「残念キャラ」扱いされることが多い。パーソナルカラーは紫。
一時期、ゲーム内で18歳と明記されていたが、現在は削除されている。国籍は日本。
カタリーナ・カンパーニ
声 - 相沢舞
女性パイロットトリオの一人。ベージュ色のボブヘアーにニット帽を被っている。一見すると温厚かつ天然ボケなキャラに見えるが、オリーヴも含めた残りの3名を1人で翻弄出来るほどの実力を持つ。それでありながらさぼり癖が強く、事あるごとに現在行っている作業を放棄する方向に話を持っていきたがる。また、「ほへー」などの気の抜ける発言を度々口にしており、彼女の機体のアビリティ名にも採用されている。オリーヴの事は特に気に入っており「嫁に欲しい」と公言しており、エーメルの登場以降はオリーヴを巡ってライバル関係となり、エーメルに対して嫉妬の炎を燃やす。パーソナルカラーは黄色。
国籍はイタリア。
ドルテ・ドリーセン
声 - 庄司宇芽香
2017年10月から以下の3名とともに登場した、ソリスの新たなテストパイロット。ソリスの女性テストパイロット中、屈指の爆乳の持ち主であり、登場当初は初期メンバーを1人で手玉にとる場面があり、新メンバーと初期メンバーの実力差を見せつけていた（ただしカタリーナは後のエーメルとの戦いの様子から、この時は本気を出していなかった模様）。
ベルタの従姉妹であり、彼女を溺愛しているがベルタ本人からはウザがられている。しかし、本人は全く気付いていない。一見おっとりした性格だが、ベルタをいじめる相手には威圧的な様子を見せることもある。パーソナルカラーは赤紫。
国籍はドイツ。
エーメル・エルキン
声 - のぐちゆり
ソリスの新メンバーのひとり。ショートヘアーでボーイッシュな印象の少女（ベルタ以上の貧乳であり、一部イベントでは水着姿でありながら男性と間違われたことも）で、ソリスのパイロットの中では一番年下。一人称は「ボク」。当初は初期メンバーを見下していたが、訓練の中で接したオリーヴの努力家な一面に心酔し、以後は「先輩」と呼び慕っている。そういった関係からカタリーナとは相性が悪く、訓練の最中であっても互いに銃口を向けあうことも。パーソナルカラーは黄緑。
国籍はオーストラリア。
フローリア・フランク
声 - 伊藤かな恵
ソリスの新メンバーのひとり。貴族の家の出で、一人称は「私様」（わたくしさま）。金髪に縦ロールという、いかにも貴族然とした容姿をしている。強気な口調を取るが人付き合いは悪くなく、癖の強いソリスメンバーの中ではまともな性格寄り。それ故か貧乏くじをひかされる場面も多く、彼女用のハインヘルム改の作成が予告されながらグーニラ機が先に完成してしまったり、やっと登場したと思ったらジギーの登場とタイミングが重なるといった事柄に見舞われている。メルスギアの開発以降はアヤメと行動を共にする場面が多くなる。パーソナルカラーは水色。
国籍はフランス。
グーニラ・グレーナー
声 - 前田愛
ハインヘルムシリーズの開発者にしてソリス新メンバーとして加わった女性。自身の開発したメカに異常なほどの愛情を注いでおり「我が娘」と公言して憚らない。開発者であるためか、自身のハインヘルムには専用のサポートAIを搭載している。オリーヴのことは彼女がアルファオメガに所属していた頃からの旧知で、彼女の想いや努力を重ねている理由なども他メンバーより知っている。パーソナルカラーは白。
国籍はドイツ。
ジギー・スター
声 - 置鮎龍太郎
ソリスのメンバーを鍛える教官として招集された人物。ハインヘルム搭乗者のなかでは初の男性キャラクターかつ、ハインヘルム初の大器型ユニットの該当者でもある。操縦技術は高く、追加メンバーを含めたソリスメンバー8人全員を相手にして軽く手玉にとれるレベル。真道夢刀流という剣術を扱い、機動兵器での再現も可能。一人称は「俺」でパーソナルカラーは黒。
なお、ジギー・スターは本人が自称する通り名。本名はジギー・ジンデルで、ソリスメンバーの名前の法則に則ったものになっている。
国籍はアメリカ。

### オルブロ
構成員全員が顔に仮面を着けている（あるいは着けていた時期がある）という共通点を持つ。
仮面の人物
声 - 金月真美（『スーパーロボット大戦DD』）
ストーリー第1章の終盤に登場する、鬼のような仮面をつけた人物。それまで神出鬼没だった謎の敵スプリッターたちを操り、自身も機動兵器コウガイを用いて主人公部隊（特にシャッテ）を狙って動く。
その後、ストーリーで度々登場し、第5章においてその正体が明かされた。
ちなみに『クレヨンしんちゃん』コラボイベントの際には「宇宙魔人」のグラフィックはこの人物で代用されていた。
コヨートル
オルブロの一員で、外見は青年風で青い仮面をつけている。凄烈な生命力を持っており、しきりに「絶望」という言葉を漏らす。
ナイアーラ
一部のイベントクエストのストーリーパートにおいて登場する人物。白と黒の仮面を付けており、ストーリー開始時に「こんな話があるんだ」という出だしとともに案内役を務める。いくつかのイベントでは終了時に再登場し、物語のお代としてプレイヤーが抱いた恐怖の感情や表情をいただいていくことを告げる。
性別は不明で、野原しんのすけに性別を問われた際も「どちらでもない」と回答している。
長らくイベントの案内役としてのみ登場していたが、メインストーリー第6章第8話において本編にも登場。オルブロの一員であることが明かされ、以後はフェールの監視を兼ねて彼女と同行している。
本編では一度消滅するが、番外編となる3周年記念イベントで復活しジギーと交戦した。その後本編にも現れるが、時系列上では初対面となるはずのジギーに対して「久しぶり」と声をかけるなど彼を困惑させた。上記のイベントストーリーでのプレイヤーに向けた発言などから、第四の壁を越えたような言動が見て取れる。
フェール
声 - 瀬戸麻沙美
黒い仮面とウサギの耳のような装飾を付けたオルブロの一員の女性。アサヒに対して強い殺意を抱き、ヴァンアウスを用いて彼とヴァンアインを付け狙う。お目付け役でありながら彼女の神経を逆なでするような発言を繰り返すナイアーラを強く嫌悪している。ストーリークエスト第8章第8話においてその正体がシャッテである事が判明する。
彼女の格好（ウサギのようなつけ耳、黒いハイレグぎみの衣装）は、公式で行われた「シャッテにして欲しいコスプレ」の人気投票でバニーガールの人気が高かったことに由来する。
フール
修道女のような姿をしたオルブロのリーダー。ヴァンレイズの力を得て「神の力を手に入れる」と称していたが、詳細は不明となっている。
フェンディ
声 - 瀬戸麻沙美
かつてのフェールを想起させるような外観をしている女性で、ある人物のプロトタイプ。ヴァンバルムというヴァンアウスに酷似した機動兵器を駆り、アサヒやH.I.A.W.Dの面々に襲い掛かる。
登場はオルブロの壊滅後からで、オキクルミらに勧誘されルーフォスの協力者としての活動が主となっている。

### ルーフォス
ワクカガ
白い長髪と浅黒い肌を持つ巨漢の老人。アサヒらヴァンアインのパイロットを「シルシを持つ者」と呼び、「オルブロ」と敵対している。当初はH.I.A.W.Dに対して協力的な姿勢を取っていたが、オルブロの壊滅後は本性を現し、H.I.A.W.Dの面々を滅ぼすためにオキクルミとサマイクルを差し向ける。
オキクルミ
第13章のラストから登場した、ピンク色の髪の少女。ワクカガと同じ組織に所属していると思われるが、詳細は不明である。性格は短気で激情型。思い通りにならないと力ずくで滅茶苦茶にしようとする。次元の壁を超える能力を持つようで、異世界に転移したH.I.A.W.Dの面々に現れ機動兵器を差し向ける。
サマイクル
オキクルミを姉と呼ぶ、水色の髪の子供（本人の性別は最後まで不明である）。気弱な性格でオキクルミの言動に引っ張られる所があるが、周囲の見えなくなる彼女をセーブする立場にもなっている。
グラフィックは常にオキクルミと手を繋いだ状態で2人1組で表示されている。

### その他のキャラクター
シズキ・シズカワ（静川 志津季）
声 - 藤井ゆきよ
ヒュッケバインのテストパイロット。研究機関「ニコラ・ヴィルヘルム研究所」ドイツ支部に所属。良家で生まれ育ったが軍人の道を選んだ。凛々しい印象があり周囲からは才媛と思われているが一人で悩むことも多い。
『スーパーロボット大戦V』発売記念としてガチャに登場し、同作の前日談を描いたユニットクエスト「もう1機のヒュッケバイン」では、『V』に登場するヴェルターブ・テックストの訓練に付き合い彼の出発を見送った。
2018年1月のガチャでは晴れ着姿のコスプレ姿のものが登場。ユニットクエスト内では世界観にそぐわないためか、晴れ着姿は未登場。過酷な環境の中での戦いに疲弊し、夢の中でヴェルトとの初めての出会いを回想している。ラストはヴェルトたちの乗った「あの艦」の帰還を耳にする場面でストーリーは幕を閉じている。
『X-Ω』初出のオリジナルキャラクターでは唯一『スーパーロボット大戦OG』名義の参戦だが、メインストーリー・イベントストーリーともに未登場で、ユニットクエスト内でのみ物語が描かれている。
キャラクターデザインは河野さち子。
ニコラ・ニコラウス
「ニコラ・エンタープライズ」というオモチャ会社の社長。事業拡大のため、スポンサーとして「ソリス」に活動資金を提供している。カタリーナの父親の友人だが、汎用グラフィックの流用であるためカタリーナからはモブキャラ扱いされている。
オウラ
オルブロやルーフォスを創造し、「進化の実験」という建前上の破壊と殺戮を繰り返していた本作の黒幕。

## オリジナルメカニック

### アルファオメガ / H.I.A.W.D
ヴァンアイン
火星の遺跡の奥底にあった謎の人型機動兵器。ボリュームのある髪状のパーツが目を引き、敵部隊からは「髪つき」と呼称されることも。
主にヴァクスという槍のような武器を使っての接近戦と、両前腕についたヴァールと呼ばれるパーツ（本作ではシールド防御の概念が無いが、『スーパーロボット大戦Card Chronicle』での記述によると盾としても使用可能な模様）を用いた戦いを行う。必殺技はヴァールから弾丸を連射する「ヴァール・ブリック」、ヴァクスを投擲する「ヴァクス・トゥーム」、ヴァールからエネルギー弾を発生させ大爆発させる「ヴァンシュ・プルング」。
「願望器」とも呼ばれており、パイロットの願いを受けて機体が金色に輝く「Ωシステム」という能力を持っているが、これらの詳細な設定は不明。
ヴァンアイン・アルヴァ
ヴァンアインの強化形態。火星で発掘された未知のパーツがヴァンアインと同一の素材から出来ていることを突き止めたミリューらが、（アサヒたちには内緒で）ヴァンアインに装着した姿。出力向上に伴いカラーリングがオレンジからブルーへと変化している。作中では、これらのパーツをつけた姿がヴァンアイン本来の姿ではないかと推測されている。命名はシャッテによるもので、アルヴァは「手足」を意味する。
ヴァクスは持たず、武装は大型化したヴァールから発生するエネルギー状の剣「ヴァクスサースト」と、ヴァールからビームを発射する「ヴァールツィール」。必殺技はヴァクスサートスによる連続攻撃を行う「サートスベグラ」、より強力なビームを放つ「ヴァールツィール・メルツ」。
ヴァンレイズ
激しい戦いの末、ヴァンアイン・アルヴァとヴァンアウスが融合した姿。本体はヴァンアイン・アルヴァを踏襲しているが、背中にヴァンアウスを模したパーツと、そこから生まれた巨大なエネルギー状の翼をもつ。
武装も基本的にヴァンアイン・アルヴァの物を継承しているが、新たにヴァンアウスのパーツから成る武器アウスヴァールを高速回転させる「アウスフリーゲ」や、ヴァクスサートスをヴァクス状に連結させた武器による連続攻撃を行う「グランハイト」、強力なビームを発射する「レヴォルグリフ」等を必殺技として使う。
レヴォルグリフはオリジナルユニットでは初のΩ必殺技の対応となっており、詳細な戦闘アニメが見られる。その過程は「背中のヴァンアウスのパーツと両腕パーツが分離し、円筒状態を構成。胸から発射する光線を円筒に通過させることで増幅し敵に発射する」となっている。またレヴォルグリフ使用時には一時的に最初のヴァンアインのカラーリングに変化する演出がとられている。
ヴァンヴァルト
「シルシ」の進化によるアサヒの暴走により「相互理解」の力を失ったことによってヴァンレイズから分離したヴァンアイン・アルヴァが変貌して誕生したアサヒの専用機。コラボで生まれた光武Xを除くと、初めてアサヒが単独で操縦することとなる機体。
それまでのヴァンアイン各形態と比べると、顔やヴァールの配置が左右非対称になっているのが特徴。武装はヴァクスサートスに似たエネルギー状の刃「ヴァール・フォル」。必殺技は空間転移を繰り返しながら連続攻撃を与える「ヴォルベイション」。
ヴァンクフト
ヴァンレイズから分離したヴァンアウスが変貌して誕生したシャッテ専用機。外見はヴァンアウスを踏襲しているが、ヴァンアウスが拳のみを武器にしていたのに対し両腕に長剣を装備しているのが特徴。武器は長剣「ヴァール・ティレ」。必殺技は連続攻撃を与える「ヴァイゼヴィルグ」。
ヴァンハイト
木星の衛星カリストにて発見された機体。ヴァンヴァルトとヴァンクフトのどちらにも搭乗できなくなったホノカの新たな機体。本体のシルエットはヴァンアイン各種に酷似しているが、髪の毛状のパーツが無く、また両前腕部は腕ではなく砲身になっている。武器はビームを放つ「ヴァール・アシュ」。必殺技は強力なビームを放つ「アーヴェントニス」。
ヴァンオメガ
ヴァンヴァルト、ヴァンクフト、ヴァンハイトが融合した機体。背部に「Ｘ」状と「Ω」状の二つのパーツを重ねて装着されている。武装は光で出来たチャクラム状の武器を投擲する「ヴァール・カイト」。必殺技は乱舞攻撃を叩き込む「グランヴェルデ」。
本作オリジナルユニットでは初の「極」ユニットとなる。

### ソリス
ハインヘルム
「ソリス」で開発され、オリーヴらが転属した際に与えられた機体。どの機体もコストが低めなうえに、強化パーツのスロット数が多いのが特徴である。パイロットごとにカラーリングが異なる。武装も状況に応じて装備が異なり、細かいエネルギーの刃を生み出す剣「プラズマチェーンソード」（アタッカータイプ、ファイタータイプが使用）、大斧「シールドアックス」（ディフェンダータイプが使用）、荷電粒子砲「プラズマキャノン」（シュータータイプ、ブラスタータイプが使用）を用いる。なお、Ver.3.0.0以降では『ハインヘルムの兵装や搭乗者のコスチュームが異なる場合でも、同一人物ならば、限界突破が可能』という本機独自の特例が設けられている（ただし、以下の強化型は未対応）。
ハインヘルム強襲型（きょうしゅうがた）
テスト機のデータを反映させハインヘルムに新たな兵装と改修を施し強化した機体。強化以降はノーマルのハインヘルム時と異なり機体ごとにタイプが固定され、強襲型はアタッカータイプ、ファイタータイプとなる。
背部に大型のバインダーを装備し、ナックルカバーのような形に変形し腕と一体化する。そこからエネルギー弾を打ち出す「プラズマナックル」や、その剛腕で殴りつける「プラズマラリアット」といった技を繰り出す。
ハインヘルム強防型（きょうぼうがた）
ハインヘルムの強化バリエーションの一つ。ディフェンダータイプの強化型。武器が槍型のプラズマハルバードへ変更となり、肩部を覆う装甲を追加して防御力を強化した。必殺技はエネルギーフィールドで機体を包んで突進する「プラズマタックル」、敵機に連撃を加え増加装甲に仕込まれたパイクを撃ち込んで締める「プラズマコンビネーション」。
ハインヘルム強火型（きょうかがた）
ハインヘルムの強化バリエーションの一つ。シュータータイプ、ブラスタータイプの強化型。前腕と両肩に射撃武装が追加された。メイン武装は両前腕のプラズマショット。必殺技はプラズマショットを広域に連射する「ツイン・プラズマショット（連射）」、両肩のキャノン砲から強力なビームを打ち出す「メガプラズマブラスター・フルパワー」。
ハインヘルム改
従来のハインヘルムにジェネレーター類に改造を加え、強化した機体。操縦者にある程度の練度が求められ、扱い方は難しくなった。追加メンバーの4名はこちらの機体に搭乗する。グーニラの機体は設定上は補助用のサポートAIが搭載されていることになっているが、ゲーム上においては特別なシステム等は搭載されていない。
いずれも上記の強襲・強防・強火型に強化済みであり、ハインヘルム改単独でのユニット化はされていない。
ハインヘルム・ウーラ
ブラックのカラーリングが目を引く、ジギー用のカスタム機。通常のハインヘルム改に比べ、カメラアイがゴーグルからデュアルアイに変更されているほかセンサー類が強化され、チームへの指揮及び戦況の把握に優れる。ヒートBブレードという竹刀を模した実体剣と、鋭利な先端で敵機を刺突する機能を備えた実体盾を装備している。後に強襲型も登場。こちらは十手を模したヒートJブレードに装備が変更されている。なお、強防型・強火型は未登場のままメルスギアへの乗り換えが行われた。
メルスギア
火星での戦いでハインヘルムが大破した後、グーニラらが秘密裏に設計した新たな機動兵器。汎用性を重視したハインヘルムとは対照的にパイロットごとの特性に最適化したカスタマイズが施されている。
メルスギア・ターラ
オリーブの特性から高機動格闘戦タイプにカスタマイズされている。
メルスギア・マラゴール
カタリーナの特性から狙撃特化タイプにカスタマイズされている。
メルスギア・ヴォビス
ベルタの特性から一撃必殺タイプにカスタマイズされている。
メルスギア・ホーヴァン
アヤメの特性から四刀流による強襲仕様にカスタマイズされている。
メルスギア・エルラーナ
自身の戦闘スタイルを確立させたエーメルの特性から格闘特化型にカスタマイズされている。
メルスギア・オシス
フローリアの特性から重火力型にカスタマイズされている。
メルスギア・ジャウル
ドルテの特性から重装甲タイプにカスタマイズされている。
メルスギア・ザヴァス
グーニラの特性から支援特化タイプにカスタマイズされている。
メルスギア・ウルトゥール
ジギーの特性から剣戟に特化したカスタマイズがなされている。

### オルブロ
スプリッター
直訳すると「引き裂く者」。空間を引き裂くように出現して人間を襲うことから名付けられた謎の恐竜型兵器群の名称。ベーシックな緑色や各種状態異常を引き起こすもの等、様々なバリエーションが存在する。スプリッターという名称はプレイヤー部隊による命名だが、オルブロ側でも同じ呼称を使用している。
コウガイ
赤い鎧を身に纏った姿をしている謎のロボット。アサヒらを敵とみなし排除しようとするがその力はスプリッタ―とは比べ物にならないほど強大である。
ズナーク
「オルブロ」が所有する機動兵器群でスプリッターよりも高性能化している。アタッカータイプの赤い四足獣型。ディフェンダータイプの青い魚型。シュータータイプの黄色い蜂型などのバリエーションが存在する。
ヴァンアウス
オルブロが製作した試作型機動兵器で、ヴァンアインを模して造られた機体。武器は持たず、素手による格闘戦を得意とする。フェールが搭乗する。
ショロトル
コヨートル専用の機動兵器。黒い半人半馬型の形状が特徴的。猛スピードで敵艦へ突撃後、そのまま敵艦に張り付いてからの集中攻撃を得意とする。自己修復機能も備えており、軽微なダメージではすぐに回復する。使用する武器は「イトラミナル」。
ハウラー・イン・ザ・ダーク
ナイアーラ専用の機動兵器。半人半蛇の形状をしており、手にした槍状の武器で戦う。必殺技は漆黒の光線を放つ「ウッド・オブ・ンガイ」
エッティラ
フール専用の大型機動兵器。
ヴァンバルム
フェンディ専用の機動兵器。デザインはヴァンアウスに酷似している。シャッテですら機体の存在を知らなかった。

### その他のメカニック
光武X / 光武Ω
『サクラ大戦』とのコラボイベントにより誕生した、オリジナルの霊子甲冑。霊力の乏しい一般人でも動けるよう改良され、胴体にはH.I.A.W.Dのロゴがある。
X型は、大神の光武二式のパーツを流用。動きは大神のモーションパターンを組み込んであり、アサヒが搭乗する。
Ω型は、さくら機の光武二式のパーツを流用し、さくらのモーションパターンが組み込まれた機体。シャッテとホノカ用の二機が存在し、シャッテ機はオレンジ、ホノカ機はグリーンに塗装されている。
ハカドリオン
『ハッカドール』とのコラボイベントにより誕生した、本作オリジナルの機動兵器。ハッカドール1号をロボット状に模した形状で、必殺技は頭部のツインテールを切り離して投擲武器にする「ツインテールブーメラン」。
セハガリオン
『セガ・ハード・ガールズ』とのコラボイベントにより誕生した、本作オリジナルの機動兵器。機体の各所にメガドライブ、セガサターン、ドリームキャストの本体や周辺機器を組み込んだ形状になっている。必殺技はドリームキャストのロゴマーク状の光線を放つ「ドリームスパイラル」。